# 上白根町
上白根町（かみしらねちょう）は、神奈川県横浜市旭区の地名。「丁目」の設定のない単独町名である。住居表示未実施区域。

## 地理
旭区の北部に位置し、東に上白根、西に川井宿町、南に今宿西町、南東に今宿東町、南西に都岡町、北に横浜市緑区寺山町と台村町と三保町と接している。

### 字
稲荷、おもて、平たいら、大原、長坂、大池上、後谷、小池、三谷

## 歴史

### 沿革
- 1939年（昭和14年）4月1日 - 都筑郡都岡村が横浜市編入。都筑郡都岡村大字上白根を廃し、横浜市保土ヶ谷区上白根町を新設[5]。
- 1959年（昭和34年）4月1日 - 白根町との境界を変更する[6]。
- 1969年（昭和44年）10月1日 - 保土ヶ谷区を再編し、旭区を新設。横浜市旭区上白根町となる[7]。
- 1977年（昭和52年）2月28日 - 緑区台村町、寺山町の各一部を編入[8]。
- 1989年（平成元年）8月21日 - 上白根町の一部を分離し、上白根一丁目〜三丁目、中白根二丁目・三丁目、緑区寺山町へ編入[9]。
- 2023年（令和5年）4月1日 - 横浜市立上白根中学校が閉校。横浜市立旭北中学校と統合し、上白根二丁目内の旭北中学校跡地に横浜市立上白根北中学校が開校。[10]

## 世帯数と人口
2025年（令和7年）9月30日現在（横浜市発表）の世帯数と人口は以下の通りである。
| 町丁     | 世帯数    | 人口    |
| -------- | --------- | ------- |
| 上白根町 | 4,420世帯 | 7,485人 |

### 人口の変遷
国勢調査による人口の推移。
| 年                 | 人口   |
| ------------------ | ------ |
| 1995年（平成7年）  | 11,271 |
| 2000年（平成12年） | 11,653 |
| 2005年（平成17年） | 11,095 |
| 2010年（平成22年） | 10,403 |
| 2015年（平成27年） | 9,758  |
| 2020年（令和2年）  | 8,811  |

### 世帯数の変遷
国勢調査による世帯数の推移。
| 年                 | 世帯数 |
| ------------------ | ------ |
| 1995年（平成7年）  | 3,871  |
| 2000年（平成12年） | 4,447  |
| 2005年（平成17年） | 4,581  |
| 2010年（平成22年） | 4,374  |
| 2015年（平成27年） | 4,421  |
| 2020年（令和2年）  | 4,295  |

## 学区
市立小・中学校に通う場合、学区は以下の通りとなる（2024年11月時点）。
| 番・番地等                                                                         | 小学校                 | 中学校                 |
| ---------------------------------------------------------------------------------- | ---------------------- | ---------------------- |
| 36番地、42〜44番地 110〜112番地                                                    | 横浜市立白根小学校     | 横浜市立今宿中学校     |
| 131〜132番地、137〜138番地 1084番地                                                | 横浜市立今宿小学校     | 横浜市立今宿中学校     |
| 45〜109番地、113〜130番地 133〜136番地、139〜716番地 983〜1083番地、1085〜1138番地 | 横浜市立上白根小学校   | 横浜市立上白根北中学校 |
| 717〜982番地、1139〜1447番地                                                       | 横浜市立四季の森小学校 | 横浜市立上白根北中学校 |

## 事業所
2021年（令和3年）現在の経済センサス調査による事業所数と従業員数は以下の通りである。
| 町丁     | 事業所数  | 従業員数 |
| -------- | --------- | -------- |
| 上白根町 | 199事業所 | 3,219人  |

### 事業者数の変遷
経済センサスによる事業所数の推移。
| 年                 | 事業者数 |
| ------------------ | -------- |
| 2016年（平成28年） | 200      |
| 2021年（令和3年）  | 199      |

### 従業員数の変遷
経済センサスによる従業員数の推移。
| 年                 | 従業員数 |
| ------------------ | -------- |
| 2016年（平成28年） | 2,978    |
| 2021年（令和3年）  | 3,219    |

## 交通

### 道路
- 神奈川県道45号丸子中山茅ヶ崎線

## 施設
- 神奈川県立横浜旭陵高等学校
- 横浜市立上白根中学校
- 横浜市立四季の森小学校
- 横浜上白根郵便局[20]
- 旭警察署 ひかりが丘交番

## その他

### 日本郵便
- 郵便番号 : 241-0001[3]（集配局：横浜旭郵便局[21]）

### 警察
町内の警察の管轄区域は以下の通りである。
| 番・番地等 | 警察署   | 交番・駐在所   |
| ---------- | -------- | -------------- |
| 全域       | 旭警察署 | ひかりが丘交番 |

## 参考資料
- “横浜市町区域要覧” (PDF).   横浜市市民局 (2016年6月). 2023年6月6日閲覧。 “横浜市町区域要覧”

| スタブアイコン | サブスタブ | この項目は、まだ閲覧者の調べものの参照としては役立たない、神奈川県に関連した書きかけの項目です。この項目を加筆・訂正などしてくださる協力者を求めています（P:日本の都道府県/神奈川県）。 |